# Rita Morenová
Rita Morenová, nepřechýleně Rita Moreno, rodným jménem Rosa Dolores Alverío Marcano (* 11. prosince 1931 Humacao) je portorická filmová a divadelní herečka, tanečnice a zpěvačka, známá hlavně díky své roli Anity ve filmovém muzikálu West Side Story (1961), za niž byla oceněna Oscarem a Zlatým glóbem.

## Život a kariéra
V padesátých letech nejvíce hrála v muzikálech a byla trhákem exotických filmů jako např. Pagan Love Song (1950). Vzestup její kariéry přišel s rolí Anity v muzikálu West Side Story (1961); za tento herecký počin dostala Oscara i Zlatý glóbus pro nejlepší ženskou vedlejší roli.
Dne 18. června 1965 se provdala za Lennyho Gordona, který byl zároveň jejím manažerem. Za účast v seriálu Electric Company dostala v roce 1972 cenu Grammy, za herecký výkon ve filmu Ritz byla v roce 1975 oceněna cenou Tony, za seriál Rockford Files and Muppet Show dostala v roce 1978 cenu Emmy.
Začátkem 80. let se objevila v sitcomu 9 to 5. V roce 2007 ztvárnila cameo roli v seriálu Ošklivka Betty. Roli Valentiny hrála v nové verzi West Side Story z roku 2021.

## Filmografie

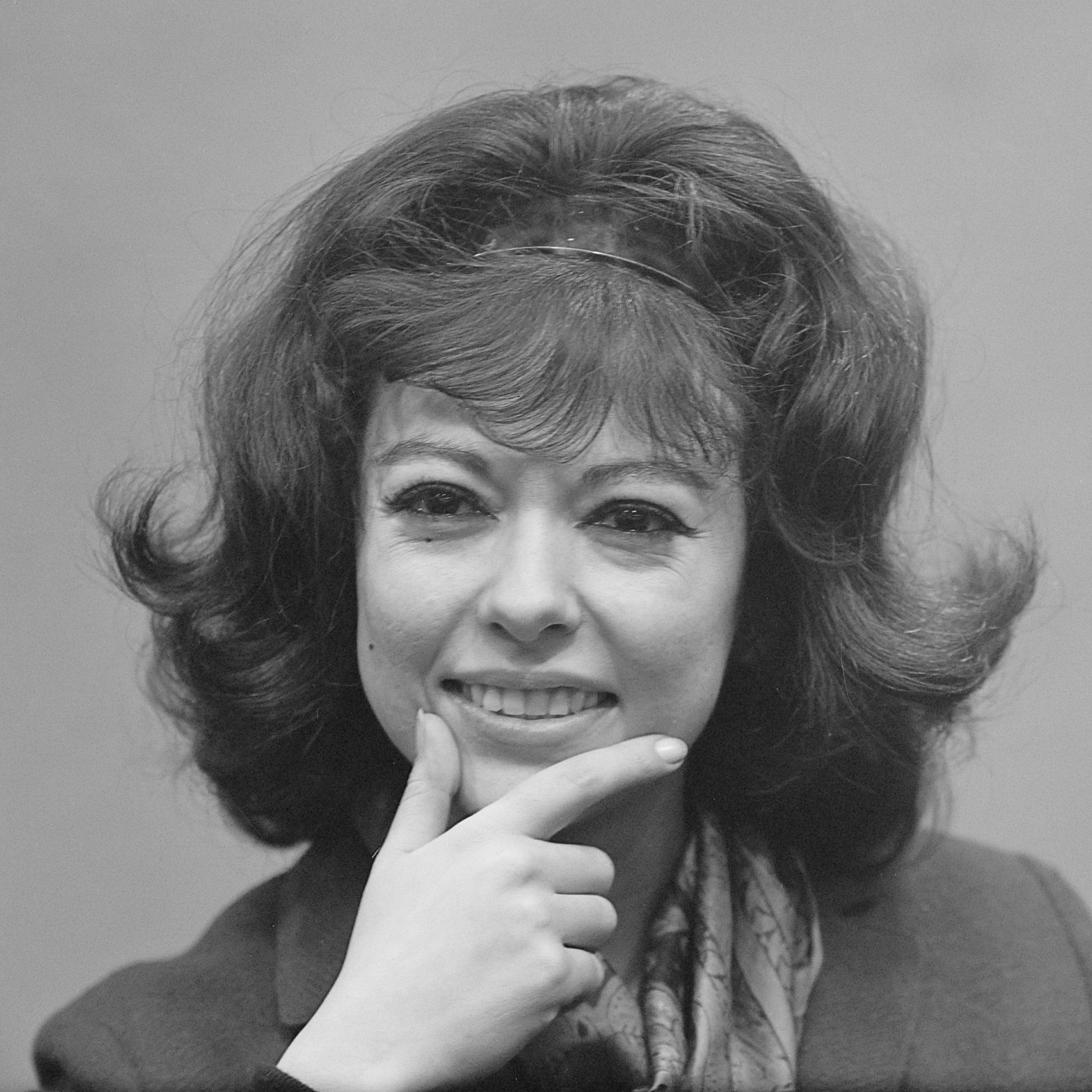
Rita Morenová (1963)

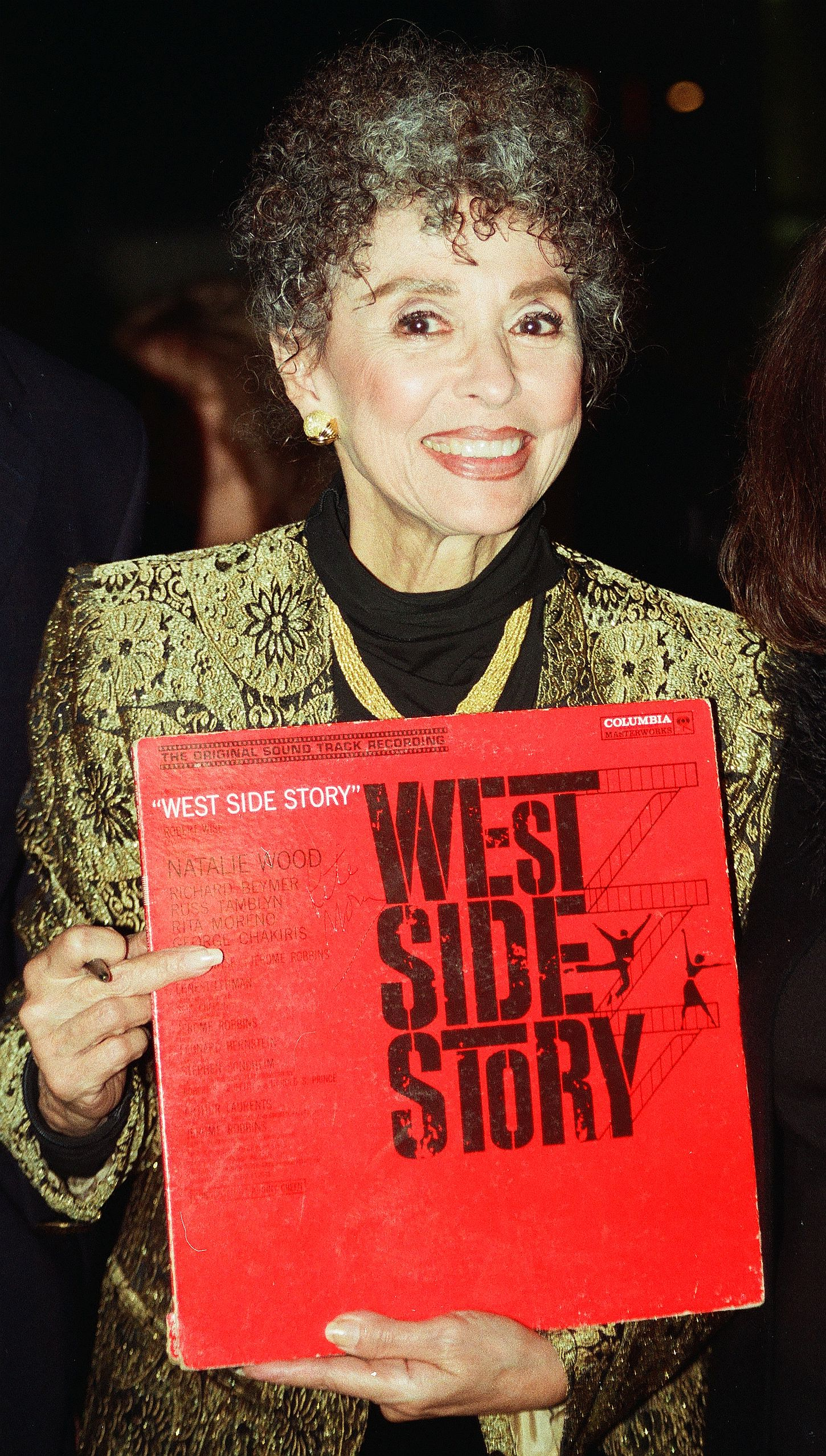
Rita Morenová (2000)

| Rok  | Název                                             | Role                       | Poznámky |
| ---- | ------------------------------------------------- | -------------------------- | --- |
| 1950 | So Young, So Bad                                  | Dolores Guererro           | v titulcích uvedena jako Rosita Moreno |
| 1950 | The Toast of New Orleans                          | Tina                       | |
| 1950 | Pagan Love Song                                   | Terru                      | |
| 1952 | The Ring                                          | Lucy Gomez                 | |
| 1952 | Zpívání v dešti                                   | Zelda Zanders              | |
| 1952 | The Fabulous Senorita                             | Manuela Rodríguez          | |
| 1952 | Cattle Town                                       | Queli                      | |
| 1953 | Fort Vengeance                                    | Bridget Fitzgibbon         | |
| 1953 | Ma and Pa Kettle on Vacation                      | subreta                    | neuvedena v titulcích |
| 1953 | Latin Lovers                                      | Christina                  | |
| 1953 | El Alaméin                                        | Jara                       | |
| 1954 | Jivaro                                            | Maria                      | |
| 1954 | The Yellow Tomahawk                               | Honey Bear                 | |
| 1954 | Zlato Apačů                                       | Cantina Singer             | |
| 1955 | Untamed                                           | Julia                      | |
| 1955 | Seven Cities of Gold                              | Ula                        | |
| 1956 | The Lieutenant Wore Skirts                        | Sandra Roberts             | |
| 1956 | Král a já                                         | Tuptim                     | |
| 1956 | The Vagabond King                                 | Huguette                   | |
| 1957 | Kožená punčocha                                   | Hetty Hutter               | |
| 1960 | This Rebel Breed                                  | Lola Montalvo              | |
| 1961 | West Side Story                                   | Anita                      | Oscar za nejlepší ženský herecký výkon ve vedlejší roli Zlatý glóbus za nejlepší herečku ve vedlejší roli Laurel Award pro nejlepší herečku ve vedlejší roli |
| 1961 | Summer and Smoke                                  | Rosa Zacharias             | |
| 1963 | Cry of Battle                                     | Sisa                       | |
| 1968 | Noc následujícího dne                             | Vi                         | |
| 1969 | Popi                                              | Lupe                       | |
| 1969 | Sestřička                                         | Dolores Gonzáles           | |
| 1971 | Tělesné vztahy                                    | Louise                     | |
| 1976 | Hotel Ritz                                        | Googie Gomez               | |
| 1977 | Voodoo Passion                                    |                            | |
| 1978 | The Boss' Son                                     | Esther Rose                | |
| 1980 | Happy Birthday, Gemini                            | Lucille                    | |
| 1981 | Čtyři roční období                                | Claudia Zimmer             | |
| 1991 | Age Isn't Everything                              | Rita                       | |
| 1993 | Italský film                                      | Isabella                   | |
| 1994 | Takhle se mi to líbí                              | Rosaria Linares            | |
| 1995 | Carmen Miranda: Bananas is My Business            | ona sama                   | dokument |
| 1995 | Angus                                             | Madame Rulenska            | |
| 1998 | Brloh v Beverly Hills                             | Belle Abromowitz           | |
| 1999 | Karlův pohřeb                                     | Angela Torello             | |
| 1999 | The Puerto Ricans: Our American Story             | ona sama                   | dokument |
| 2000 | Blue Moon                                         | Maggie                     | |
| 2001 | Piñero                                            | Miguelova matka            | |
| 2003 | Čekání na štěstí                                  | Señora Muñoz               | |
| 2003 | Scooby-Doo: Mexická příšera                       | Dona Dolores a žena (hlas) | |
| 2003 | Beyond Borders: John Sayles in Mexico             | ona sama                   | dokument |
| 2004 | Pánem svého koutku                                | Inez                       | |
| 2006 | Play It By Ear                                    | Ruth                       | |
| 2014 | Rio 2                                             | Mimi (hlas)                | |
| 2014 | Six Dance Lessons in Six Weeks                    | Ida Barks                  | |
| 2021 | Rita Moreno: Just a Girl Who Decided to Go for It | ona sama                   | dokument |
| 2021 | West Side Story                                   | Valentina                  | také výkonná producentka |